# Patryck
Patryck Lanza dos Reis (ur. 18 stycznia 2003 w Mogi Mirim) – brazylijski piłkarz występujący na pozycji lewego obrońcy, od 2022 roku zawodnik São Paulo.